# Pobreza en Haití

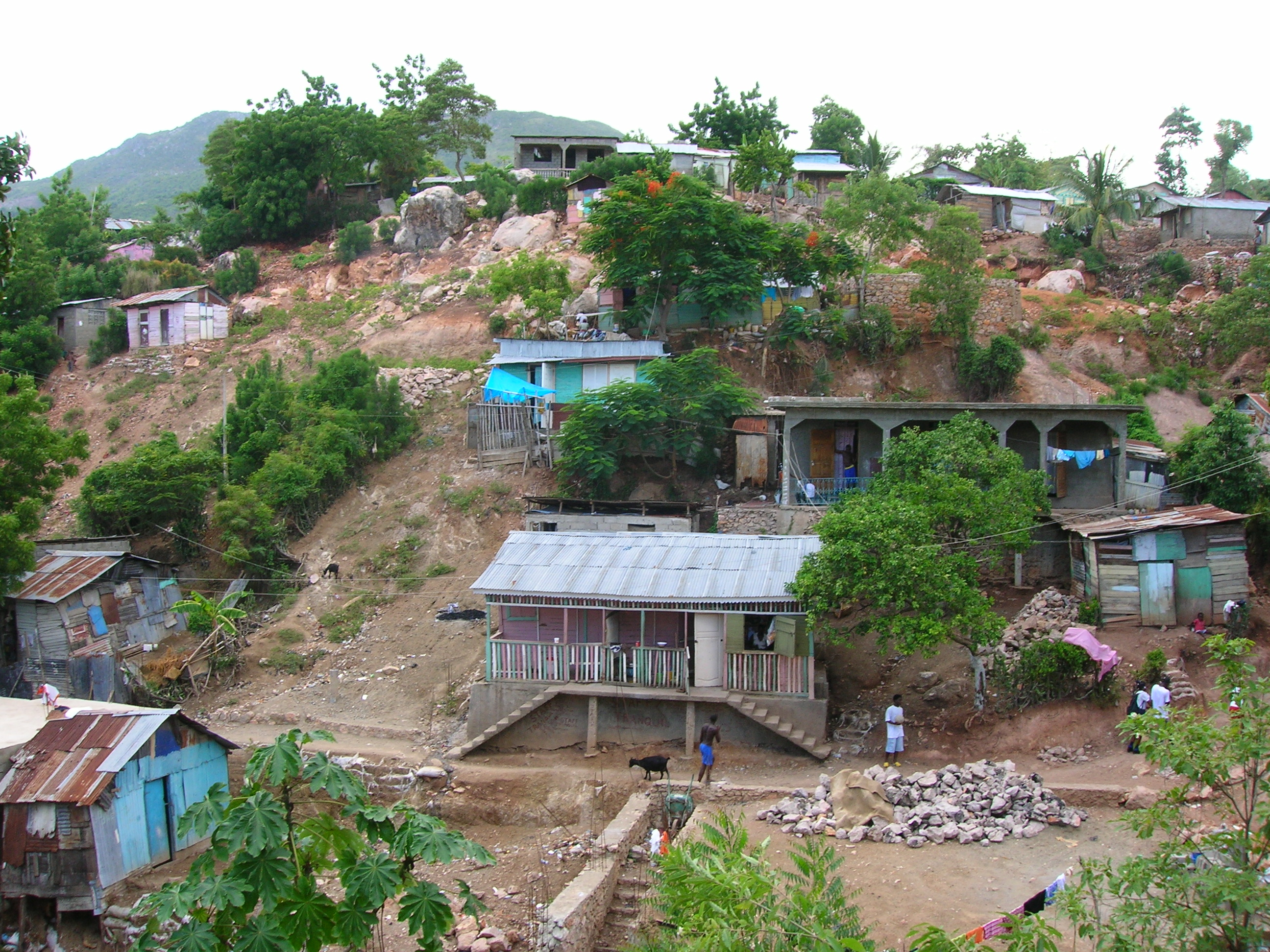
Fotografía capturada por Rémi Kaupp en las afueras del distrito del Cabo Haitiano, que muestra las duras condiciones de vida en la ladera de la montaña

La Pobreza en Haití es un problema duradero que afecta a los ciudadanos haitianos a diario y desempeña un papel importante en su vida cotidiana. Los problemas que incluyen vivienda, nutrición, educación, atención médica, tasas de mortalidad infantil y factores ambientales son muy comunes entre las comunidades más pobres de la nación. Haití ha luchado durante mucho tiempo con las malas condiciones de vida en las zonas más rurales del país, lo que provocó que muchos haitianos emigraran hacia la ciudad de Puerto Príncipe, capital del país. La pobreza en Haití se considera una de las más graves del hemisferio occidental.

## Indicadores de Pobreza

### World Factbook de la CIA
En 2015, The World Factbook estimó que el producto interno bruto de Haití era de 18 540 millones de dólares estadounidenses , en el puesto 146 (de 230 países) en el mundo. Aunque el crecimiento del PIB en Haití se encuentra entre los más rápidos de la región, no ha sido suficiente para reducir significativamente las tasas de pobreza.
| Campo                                | Haití                              |
| ------------------------------------ | ---------------------------------- |
| PIB (paridad de poder adquisitivo):  | $18.54 billion (2014 est.)         |
| PIB - per cápita (PPA):              | $1,800 (2014 est.)                 |
| Esperanza de Vida al Nacer:          | 63.18 años (2014 est.)             |
| Tasa de crecimiento de la Población: | 1.08% (2014 est.)                  |
| El gasto en salud::                  | 9.4% of PIB (2013)                 |
| Alfabetismo:                         | Población Total: 60.7% (2015 est.) |

### Programa de las Naciones Unidas para el Desarrollo (PNUD)
El Programa de las Naciones Unidas para el Desarrollo estimó la tasa de pobreza nacional en 2014 en 58,6%, con aquellos que viven en la pobreza extrema en 24,7%.
Las cifras clave informadas de los Objetivos de Desarrollo del Milenio (ODM) del PNUD son las siguientes:
El 1% más rico de los haitianos posee la misma riqueza que el 45% inferior de la distribución del ingreso . Hay una nueva línea base de pobreza en Haití, basada en el consumo. La tasa de pobreza nacional es de 58,6% y la tasa de pobreza extrema es de 24,7%.
La tasa neta de matrícula en la educación primaria ha aumentado de manera sostenida del 47 % en 1993 al 88 % en 2011. El número de niños vacunados contra el sarampión aumentó del 25,80 % en 1987 al 85 % en 2013. En las zonas rurales, el 75 % de los nacimientos de niños son aún sin la asistencia de personal calificado en obstetricia. En las áreas urbanas, la mayoría de las mujeres dan a luz con asistencia médica, casi el 60%. La prevalencia del VIH/SIDA se ha estabilizado entre los jóvenes haitianos de 15 a 24 años, del 1 % en 2006 al 0,9 % en 2012.

### Banco Mundial

#### Tasa de pobreza sobre la base de los $1,00 y 2,15 dólares
|  | 8,28 % |

|  | 35,14 % |

|  | 6,05 % |

|  | 29,19 % |

|  | 4,99 % |

|  | 12,74 % |

|  | 3,38 % |

|  | 10,82 % |

|  | 2,78 % |

|  | 9,52 % |

|  | 1,50 % |

|  | 8,44 % |

|  | 1,38 % |

|  | 7,13 % |

|  | 1,04 % |

|  | 6,52 % |

|  | 0,98 % |

|  | 5,83 % |

|  | 0,98 % |

|  | 4,32 % |

|  | 0,69 % |

|  | 3,94 % |

|  | 0,55 % |

|  | 3,12 % |

|  | 0,42 % |

|  | 3,10 % |

|  | 0,41 % |

|  | 2,22 % |

|  | 0,33 % |

|  | 1,95 % |

|  | 0,28 % |

|  | 1,40 % |

|  | 0,25 % |

|  | 1,07 % |

|  | 0,24 % |

|  | 1,06 % |

|  | 0,23 % |

|  | 1,00 % |

|  | 0,08 % |

|  | 0,81 % |

|  | 0,06 % |

|  | 0,75 % |

|  | 0,03 % |

|  | 0,20 % |

#### Tasa de pobreza sobre la base de $3,65 y $6,85 dólares
|  | 62,43 % |

|  | 86,52 % |

|  | 58,03 % |

|  | 85,80 % |

|  | 26,43 % |

|  | 55,40 % |

|  | 25,86 % |

|  | 49,54 % |

|  | 23,46 % |

|  | 46,73 % |

|  | 21,06 % |

|  | 44,22 % |

|  | 17,37 % |

|  | 42,70 % |

|  | 15,48 % |

|  | 42,09 % |

|  | 14,44 % |

|  | 38,82 % |

|  | 14,39 % |

|  | 34,62 % |

|  | 10,58 % |

|  | 32,55 % |

|  | 9,93 % |

|  | 28,76 % |

|  | 6,59 % |

|  | 28,03 % |

|  | 6,20 % |

|  | 23,79 % |

|  | 5,95 % |

|  | 22,31 % |

|  | 5,34 % |

|  | 19,83 % |

|  | 5,32 % |

|  | 18,73 % |

|  | 5,17 % |

|  | 17,04 % |

|  | 3,74 % |

|  | 14,08 % |

|  | 3,46 % |

|  | 12,08 % |

|  | 1,68 % |

|  | 8,01 % |

|  | 0,88 % |

|  | 7,19 % |

#### Tasa de pobreza sobre la base de $10 y $20 dólares
|  | 94,24 % |

|  | 99,04 % |

|  | 93,34 % |

|  | 98,20 % |

|  | 72,78 % |

|  | 91,81 % |

|  | 64,96 % |

|  | 88,39 % |

|  | 62,83 % |

|  | 76,75 % |

|  | 61,91 % |

|  | 83,93 % |

|  | 60,74 % |

|  | 88,56 % |

|  | 58,80 % |

|  | 88,80 % |

|  | 58,16 % |

|  | 86,35 % |

|  | 54,48 % |

|  | 82,42 % |

|  | 52,55 % |

|  | 82,68 % |

|  | 50,67 % |

|  | 84,68 % |

|  | 46,26 % |

|  | 73,76 % |

|  | 43,83 % |

|  | 80,54 % |

|  | 39,54 % |

|  | 73,99 % |

|  | 34,89 % |

|  | 65,49 % |

|  | 34,41 % |

|  | 70,20 % |

|  | 31,87 % |

|  | 67,14 % |

|  | 27,03 % |

|  | 57,27 % |

|  | 20,55 % |

|  | 45,90 % |

|  | 19,98 % |

|  | 58,97 % |

|  | 17,24 % |

|  | 49,01 % |

## Corrupción
En 2014, Haití se clasificó como el decimoquinto país más corrupto del mundo según el Índice de Percepción de la Corrupción de Transparency International con una puntuación del IPC de 19, en comparación con la puntuación de Estados Unidos de 74. El Índice de Percepción de la Corrupción mide los niveles percibidos de la corrupción en el sector público a nivel mundial. Ningún país logra una puntuación perfecta y más de dos tercios obtienen una puntuación inferior a 50 en una escala de 0 (muy corrupto) a 100 (muy poca corrupción).
Los estudios realizados por Transparencia Internacional muestran una fuerte correlación entre la corrupción y la pobreza. La corrupción puede afectar a varios sectores de una nación causando problemas en el ámbito social, político y económico. La corrupción generalizada puede conducir a factores que inhiben la sucesión nacional, tales como: tasas de crecimiento económico más bajas, un sistema tributario sesgado, una gran disparidad entre ricos y pobres, la implementación mediocre de programas sociales, menor gasto social y acceso desigual a la educación.
Aunque Haití tiene una alta tasa de crecimiento económico para la región, varios programas sociales y un costo educativo decreciente, los estudios han demostrado que los donantes internacionales han tardado en ayudar a Haití, principalmente debido a la corrupción generalizada percibida y los problemas estructurales presentes en el país.
Las Naciones Unidas estiman que se ha destinado un total de 13.340 millones de dólares para el terremoto de Haití de 2010 que causó daños por 7.800 millones de dólares, sin embargo, dos años después del incidente, se había asignado menos de la mitad de esa cantidad. Esto se debe en gran parte a la corrupción percibida del gobierno haitiano y, sin embargo, menos del 5% de la ayuda humanitaria se canalizó a través de él. Según la Oficina del Enviado Especial de las Naciones Unidas para Haití, en marzo de 2012, de los fondos humanitarios comprometidos o desembolsados por donantes bilaterales y multilaterales en 2010 y 2011, solo el 1 % se ha comprometido al gobierno haitiano.

## Mortalidad Infantil
Haití ha luchado durante mucho tiempo con su tasa de mortalidad infantil anormalmente alta, incluso entre las naciones empobrecidas. La tasa de mortalidad infantil de Haití de 53 muertes por cada 1000 nacidos vivos (en 2011) es el resultado del sistema de salud deficiente, la pobreza extrema y el impacto de la epidemia de SIDA. El país logró un progreso notable en los indicadores de salud, con una disminución de la mortalidad infantil del 44 % desde 1990, más rápido que el promedio mundial, según el informe del Programa de las Naciones Unidas para el Desarrollo de 2014.
| Menores de 1 año (por 1.000 nacidos vivos)  | Menores de 1 año (por 1.000 nacidos vivos) | Menores de 1 año (por 1.000 nacidos vivos) |
| Año                                         | Muertes                                    |                                            |
| ------------------------------------------- | ------------------------------------------ | ------------------------------------------ |
| 1990                                        | 99                                         |                                            |
| 2009                                        | 64                                         |                                            |
| 2011                                        | 53                                         |                                            |
| Menores de 5 años (por 1.000 nacidos vivos) |                                            |                                            |
| Año                                         | Muertes                                    |                                            |
| 1990                                        | 143                                        |                                            |
| 2009                                        | 87                                         |                                            |
| 2011                                        | 70                                         |                                            |

## Desigualdad
Haití ocupa el puesto 59,5 en el índice del Coeficiente de Gini , con el 10% más rico de los haitianos recibiendo el 47,83% de los ingresos de la nación, mientras que el 10% más pobre recibe menos del 0,9%.